# Crossing-over

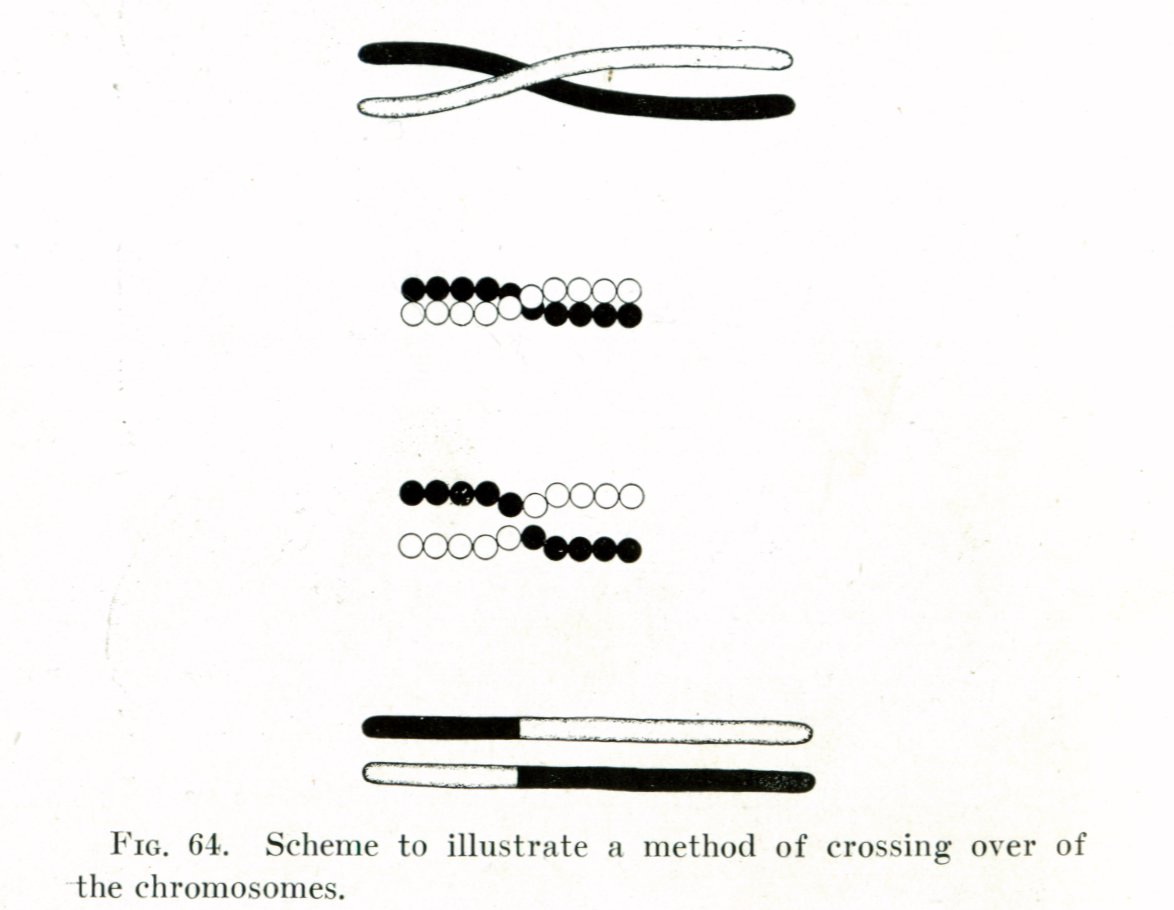
Thomas Hunt Morgans illustratie van crossing-over (1916).

Recombinatie door breukvorming en reparatie

Crossing-over of (minder gebruikelijk) overkruising is een vorm van genetische recombinatie die zich voordoet tijdens de meiose, waarbij er uitwisseling van segmenten van chromosomen tussen twee homologe chromosomen is. Deze recombinatie vindt plaats wanneer de chromosomen gecondenseerd zijn en in homologe paren zijn georganiseerd. Bij meiose gaat crossing-over vooraf aan de verdeling van chromosomen over gameten (sperma en eicellen bij dieren), waardoor elke gameet chromosomen bevat die uit genetisch materiaal van beide ouders opgebouwd zijn. Het verschijnsel werd voor het eerst beschreven in 1909 door Frans Alfons Janssens van de Katholieke Universiteit Leuven, die het 'chiasmatypie' noemde.

## Mechanisme
Voor het aanvangen van de meiose wordt het DNA gerepliceerd en condenseert het waarmee de chromosomen gevormd worden. Crossing-over doet zich voor aan het begin van de meiose tijdens profase I wanneer de homologe chromosomen in paren naast elkaar liggen. Daarbij ontstaan er bij breuken in de chromatiden kruisingen ofwel chiasmata. Het optreden van deze breuken berust niet op toeval, maar is een essentieel onderdeel in het proces. Bij een meiose treden ongeveer 1000 maal zoveel breuken op als bij een mitose, dankzij de werking van een speciaal enzym. Deze maakt breuken die vervolgens gerepareerd worden. Indien de breuken op gelijke hoogte in de gepaarde homologe chromosomen optreden, geschiedt dit zodanig dat stukken chromatiden van de homologe chromosomen met elkaar verbonden worden op niveau van de chiasmata en daar worden omgewisseld. Op deze wijze worden segmenten van beide ouders uitgewisseld en wordt het genetisch materiaal gemengd en verdeeld over de gameten.

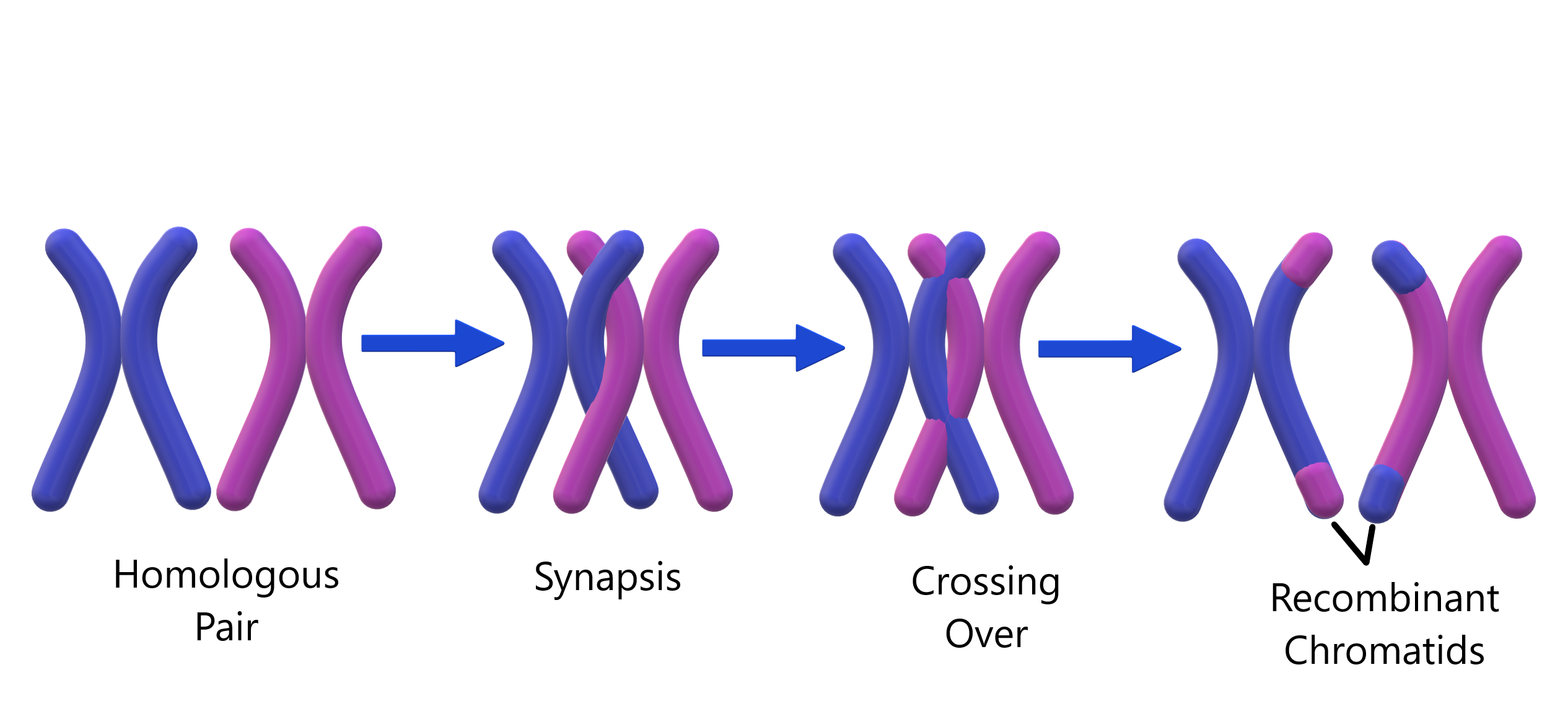
Crossing-over tussen twee homologe chromosomen zoals deze tegenwoordig wordt weergegeven.

Gedurende meiose, ondergaat elk chromosoom ten minste één crossing-over, maar meestal gaat het om twee crossing-overs per chromosoom; een op elke arm. Het is duidelijk dat crossing-overs gereguleerd worden, maar het is nog niet duidelijk hoe dat gebeurt.

## Genkoppeling
Crossing-over staat aan de basis van genkoppeling (gene linkage). Daarbij wordt er gekeken naar de recombinatiefrequenties van genen op homologe chromosomen. Hoe hoger de frequentie van recombinatie tussen twee genetische markers of genen, hoe verder ze uit elkaar liggen. De kans dat van twee naast elkaar liggende genen, een gen door crossing-over van de ander gescheiden wordt en op de andere homoloog terechtkomt, neemt namelijk toe met de afstand tussen de twee genen.
Er zijn verschillende soorten crossing-over:
Zonder crossing-over:
```
A  B  C

a  b  c
```

Enkelvoudige crossing-over:

2 chromosomen draaien 1 keer om elkaar heen. je krijgt:
```
A
  b c

a  
B C
```

Dit verschijnsel kan overal in het chromosoom plaatsvinden, dus kun je bijvoorbeeld ook krijgen:
```
A  B
  c

a  b  
C
```

Meervoudige crossing-over:

Dit is als chromosomen meer dan 1 keer om elkaar heen draaien:
```
A
  b  
C

a  
B
  c
```

Noot: de weergeven stukjes chromosoom zijn maar een klein gedeelte van het geheel.
Bij crossing-over kunnen er fouten optreden die leiden tot wijzigingen in het DNA, de zogenoemde copynumbervariaties.

## Evolutie
Crossing over en segregatie zijn de belangrijkste processen in evolutie. Zij brengen de grootste variatie voort in de gameten waardoor deze variatie van de ene op de andere generatie doorgegeven wordt aan de nakomelingen. Hoewel ook genetische recombinatie gedurende meiose de fitness kan doen afnemen, zorgt deze genetische variatie voor een veel hogere snelheid van toename in diversiteit van een soort dan die van puntmutaties bijvoorbeeld die vrijwel uitsluitend schadelijk zijn. Diversiteit versterkt het vermogen van een soort om in de loop van de tijd te reageren op de omgeving en daardoor te evolueren.